# 年齢別のアメリカ合衆国大統領の一覧
本項目は、年齢別のアメリカ合衆国大統領の一覧（ねんれいべつのアメリカがっしゅうこくだいとうりょうのいちらん）である。1つ目の表は就任時（2期連続で当選した場合は最初の就任）、退任時、死亡時のアメリカ合衆国大統領の年齢を指名している。2つ目の表はその時存命の大統領の中での最長寿を示している。

## 大統領の年齢

大統領就任時の年齢分布

歴代アメリカ合衆国大統領の就任時の年齢の中央値は55歳3ヶ月である。これはリンドン・B・ジョンソンの 就任時の年齢と一致する。
就任時の年齢が最年少であったのはセオドア・ルーズベルト（42歳と322日）であり、彼はマッキンリー大統領の暗殺を受けての繰り上げ就任であった。選挙で大統領となった人物に限った場合の最年少はジョン・F・ケネディの43歳と236日、逆に最年長はジョー・バイデンの78歳と61日である。
ジョン・F・ケネディは就任3年目に暗殺されたが、これにより退任時の年齢は史上最年少（46歳と177日）となる。任期を満了しての退任者に限った場合の最年少はセオドア・ルーズベルト（50歳と128日）である。一方で退任者の最年長はジョー・バイデン（82歳と61日）である。
年上の後任者の数が最も多い大統領はジョン・F・ケネディであり、リンドン・B・ジョンソン（8歳と275日）、ロナルド・レーガン（6歳と112日）、リチャード・ニクソン（4歳と136日）、ジェラルド・フォード（3歳と319日）の4人が該当する。一方でロナルド・レーガンとジョー・バイデンは年下の前任者の数が最も多い大統領であり、レーガンにはリチャード・ニクソン（1歳と342日）、ジェラルド・フォード（2歳と158日）、ジョン・F・ケネディ（6歳と112日）、ジミー・カーター（13歳と238日）、バイデンにはドナルド・トランプ（3歳と206日）、ジョージ・W・ブッシュ（3歳と228日）、ビル・クリントン（3歳と272日）、バラク・オバマ（18歳と257日）の4人が該当する。
2023年現在存命の大統領経験者で最高齢は1924年10月1日生まれのジミー・カーターであったが、2024年12月29日に100歳と78日で死去したため、現職のジョー・バイデンが最高齢となる(後述)。カーターは2019年3月22日にジョージ・H・W・ブッシュが94歳と171日で亡くなったことにより、歴代最高齢の大統領経験者となり、これは死去後も同様である。さらにカーターは大統領退任後からの寿命が44年と109日でこれも歴代最長となっている。また存命で最年少の大統領経験者は1961年8月4日生まれのバラク・オバマ（63歳と278日）である。自然死した中で最年少の大統領経験者はジェームズ・K・ポークであり、彼は退任から103日後にコレラによって53歳と225日で亡くなった。
ジョン・アダムズは1803年から2001年10月にロナルド・レーガンが更新するまでの約2世紀のあいだ最長寿の大統領経験者であった。以下は上位6人の長寿大統領である（死去年月日は、「（名前）の死と国葬」にリンク）:

ジミー・カーター 1924年10月1日 - 2024年12月29日 (100歳と78日)
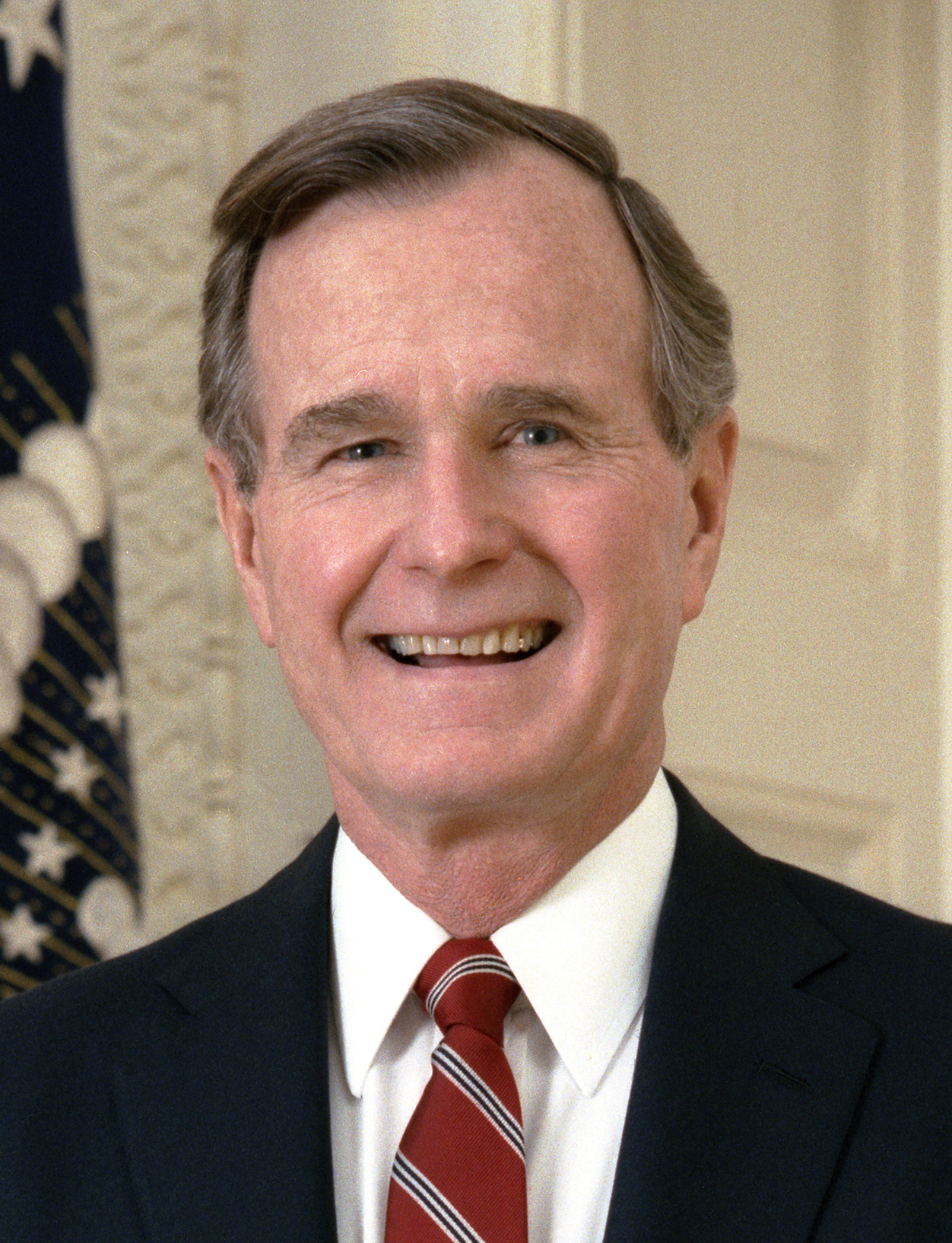
ジョージ・H・W・ブッシュ 1924年6月12日 - 2018年11月30日（英語版） (94歳と171日)
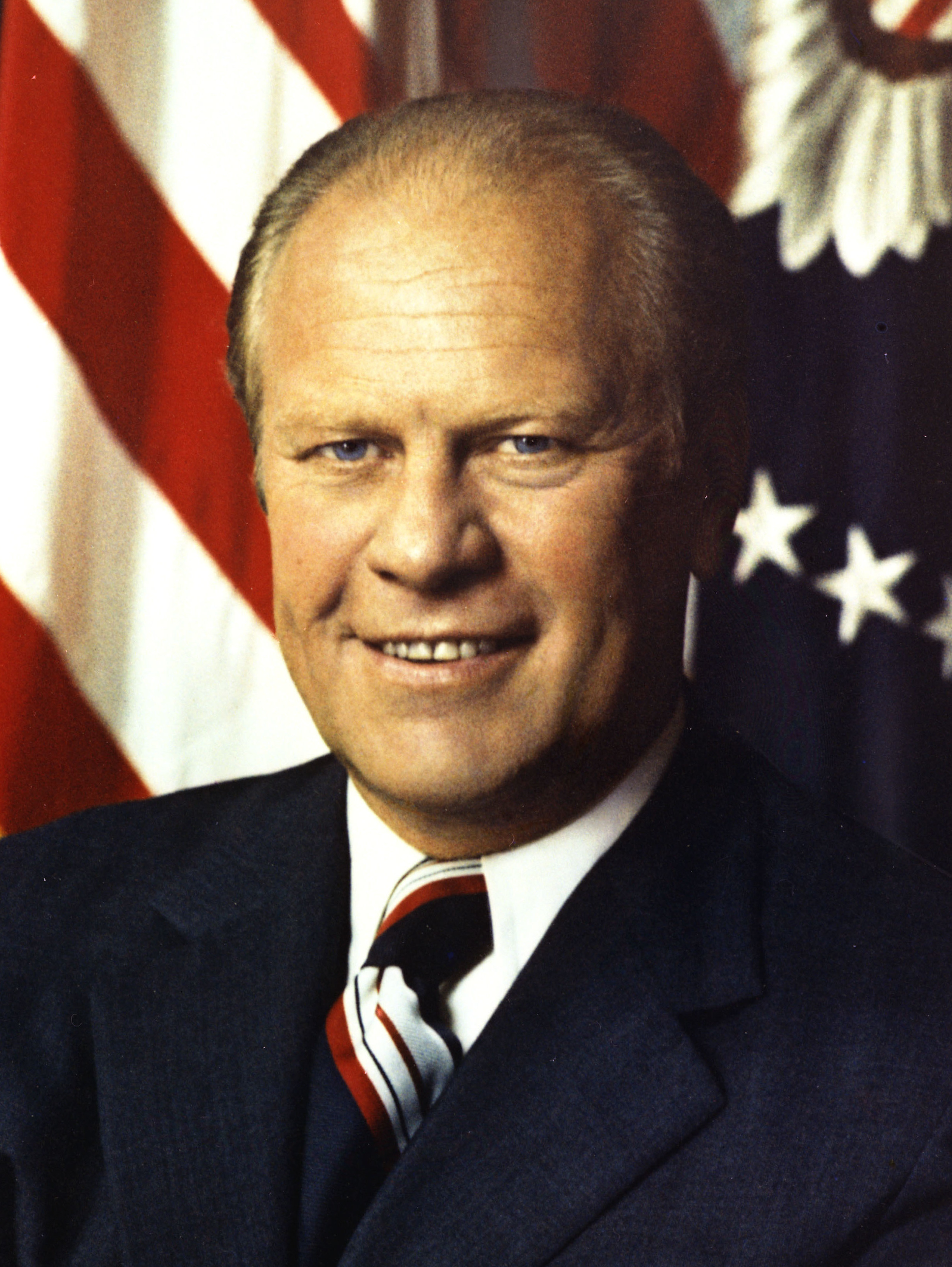
ジェラルド・フォード 1913年7月14日 - 2006年12月26日（英語版） (93歳と165日)
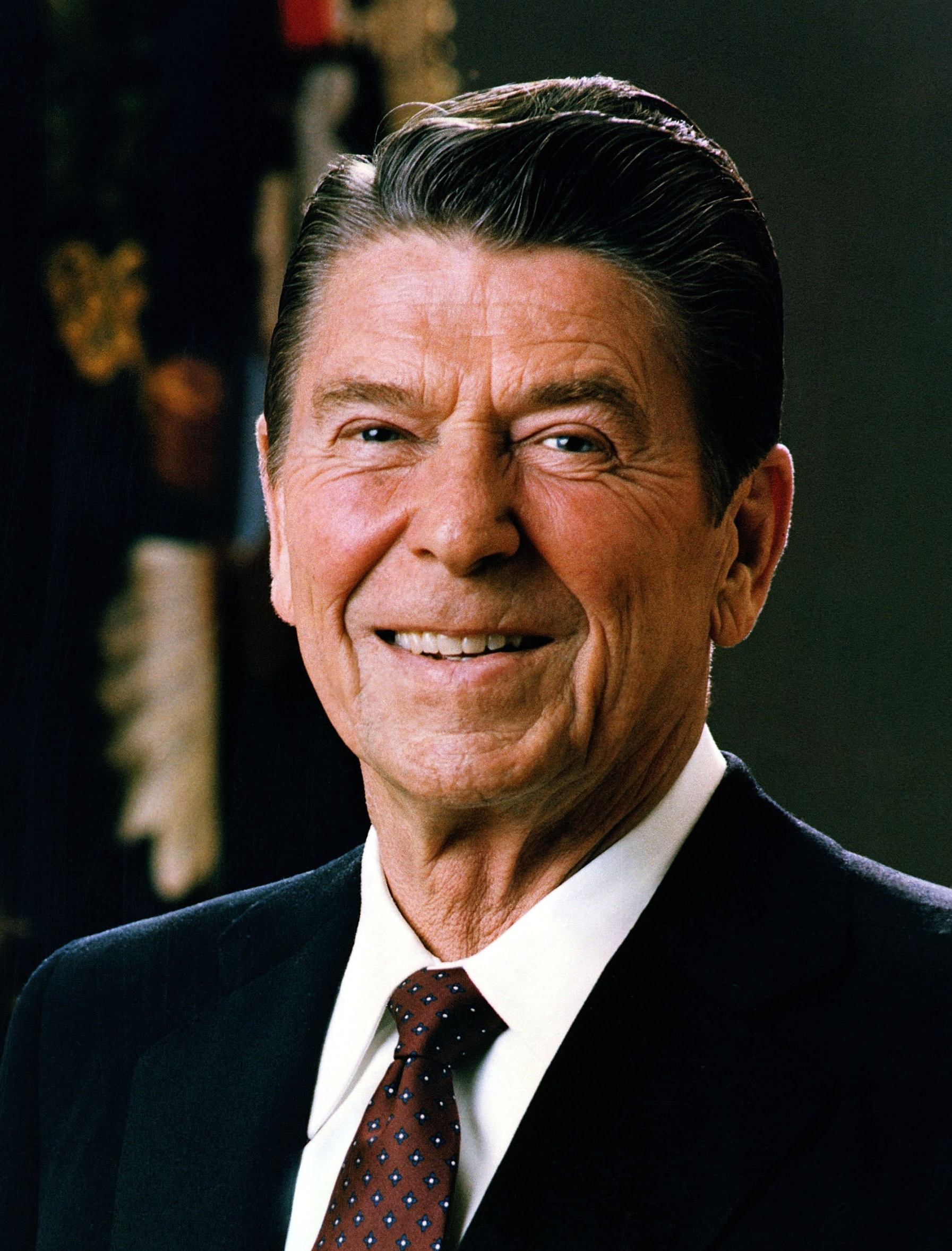
ロナルド・レーガン 1911年2月6日 - 2004年6月5日 (93歳と120日)
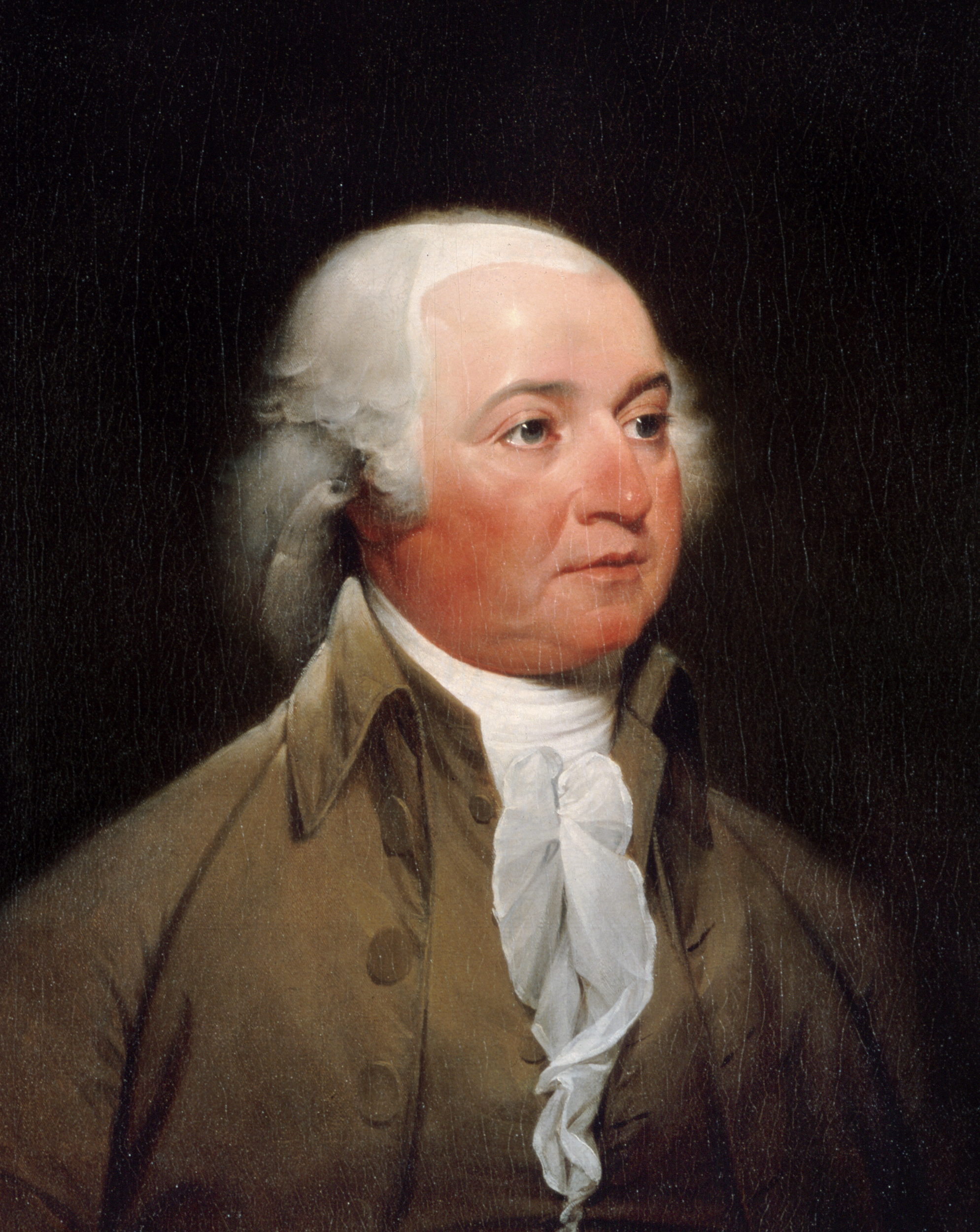
ジョン・アダムズ 1735年10月30日 - 1826年7月4日 (90歳と247日)
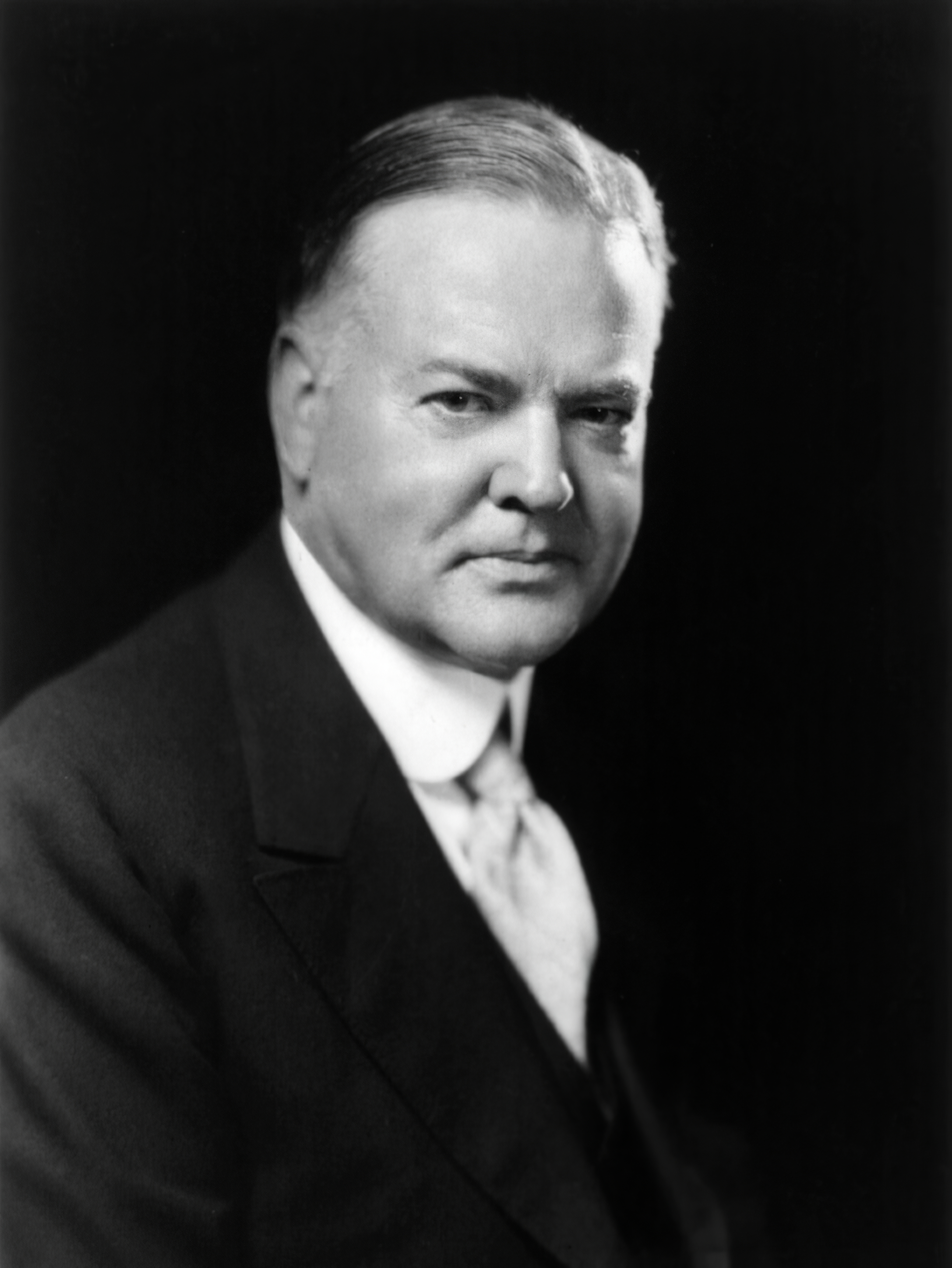
ハーバート・フーヴァー 1874年8月10日 - 1964年10月20日 (90歳と71日)

## 大統領の年齢に関するデータ
| #  | 大統領                         | 誕生日         | 就任時 年齢                | 退任時 年齢                 | 退任後の 期間 | 寿命           | 寿命          |
| #  | 大統領                         | 誕生日         | 就任時 年齢                | 退任時 年齢                 | 退任後の 期間 | 死亡日         | 年齢          |
| -- | ------------------------------ | -------------- | -------------------------- | --------------------------- | ------------- | -------------- | ------------- |
| 01 | ジョージ・ワシントン           | 1732年2月22日  | 57歳 + 67日 1789年4月30日  | 65歳 + 10日 1797年3月4日    | 2年 + 285日   | 1799年12月14日 | 67歳 + 295日  |
| 02 | ジョン・アダムズ               | 1735年10月30日 | 61歳 + 125日 1797年3月4日  | 65歳 + 125日 1801年3月4日   | 25年 + 122日  | 1826年7月4日   | 90歳 + 247日  |
| 03 | トーマス・ジェファーソン       | 1743年4月13日  | 57歳 + 325日 1801年3月4日  | 65歳 + 325日 1809年3月4日   | 17年 + 122日  | 1826年7月4日   | 83歳 + 82日   |
| 04 | ジェームズ・マディソン         | 1751年3月16日  | 57歳 + 353日 1809年3月4日  | 65歳 + 353日 1817年3月4日   | 19年 + 116日  | 1836年6月28日  | 85歳 + 104日  |
| 05 | ジェームズ・モンロー           | 1758年4月28日  | 58歳 + 310日 1817年3月4日  | 66歳 + 310日 1825年3月4日   | 6年 + 122日   | 1831年7月4日   | 73歳 + 67日   |
| 06 | ジョン・クィンシー・アダムズ   | 1767年7月11日  | 57歳 + 236日 1825年3月4日  | 61歳 + 236日 1829年3月4日   | 18年 + 356日  | 1848年2月23日  | 80歳 + 227日  |
| 07 | アンドリュー・ジャクソン       | 1767年3月15日  | 61歳 + 354日 1829年3月4日  | 69歳 + 354日 1837年3月4日   | 8年 + 96日    | 1845年6月8日   | 78歳 + 85日   |
| 08 | マーティン・ヴァン・ビューレン | 1782年12月5日  | 54歳 + 89日 1837年3月4日   | 58歳 + 89日 1841年3月4日    | 21年 + 142日  | 1862年7月24日  | 79歳 + 231日  |
| 09 | ウィリアム・ヘンリー・ハリソン | 1773年2月9日   | 68歳 + 23日 1841年3月4日   | 68歳 + 54日 1841年4月4日    | 0日           | 1841年4月4日   | 68歳 + 54日   |
| 10 | ジョン・タイラー               | 1790年3月29日  | 51歳 + 6日 1841年4月4日    | 54歳 + 340日 1845年3月4日   | 16年 + 320日  | 1862年1月18日  | 71歳 + 295日  |
| 11 | ジェームズ・K・ポーク          | 1795年11月2日  | 49歳 + 122日 1845年3月4日  | 53歳 + 122日 1849年3月4日   | 103日         | 1849年6月15日  | 53歳 + 225日  |
| 12 | ザカリー・テイラー             | 1784年11月24日 | 64歳 + 100日 1849年3月4日  | 65歳 + 227日 1850年7月9日   | 0日           | 1850年7月9日   | 65歳 + 227日  |
| 13 | ミラード・フィルモア           | 1800年1月7日   | 50歳 + 183日 1850年7月9日  | 53歳 + 56日 1853年3月4日    | 21年 + 4日    | 1874年3月8日   | 74歳 + 60日   |
| 14 | フランクリン・ピアース         | 1804年11月23日 | 48歳 + 101日 1853年3月4日  | 52歳 + 101日 1857年3月4日   | 12年 + 218日  | 1869年10月8日  | 64歳 + 319日  |
| 15 | ジェームズ・ブキャナン         | 1791年4月23日  | 65歳 + 315日 1857年3月4日  | 69歳 + 315日 1861年3月4日   | 7年 + 89日    | 1868年6月1日   | 77歳 + 39日   |
| 16 | エイブラハム・リンカーン       | 1809年2月12日  | 52歳 + 20日 1861年3月4日   | 56歳 + 62日 1865年4月15日   | 0日           | 1865年4月15日  | 56歳 + 62日   |
| 17 | アンドリュー・ジョンソン       | 1808年12月29日 | 56歳 + 107日 1865年4月15日 | 60歳 + 65日 1869年3月4日    | 6年 + 149日   | 1875年7月31日  | 66歳 + 214日  |
| 18 | ユリシーズ・S・グラント        | 1822年4月27日  | 46歳 + 311日 1869年3月4日  | 54歳 + 311日 1877年3月4日   | 8年 + 141日   | 1885年7月23日  | 63歳 + 87日   |
| 19 | ラザフォード・B・ヘイズ        | 1822年10月4日  | 54歳 + 151日 1877年3月4日  | 58歳 + 151日 1881年3月4日   | 11年 + 319日  | 1893年1月17日  | 70歳 + 105日  |
| 20 | ジェームズ・A・ガーフィールド  | 1831年11月19日 | 49歳 + 105日 1881年3月4日  | 49歳 + 304日 1881年9月19日  | 0日           | 1881年9月19日  | 49歳 + 304日  |
| 21 | チェスター・A・アーサー        | 1829年10月5日  | 51歳 + 349日 1881年9月19日 | 55歳 + 150日 1885年3月4日   | 1年 + 259日   | 1886年11月18日 | 57歳 + 44日   |
| 22 | グロバー・クリーブランド       | 1837年3月18日  | 47歳 + 351日 1885年3月4日  | 51歳 + 351日 1889年3月4日   | 4年 + 0日     | 1908年6月24日  | 71歳 + 98日   |
| 23 | ベンジャミン・ハリソン         | 1833年8月20日  | 55歳 + 196日 1889年3月4日  | 59歳 + 196日 1893年3月4日   | 8年 + 9日     | 1901年3月13日  | 67歳 + 205日  |
| 24 | グロバー・クリーブランド       | 1837年3月18日  | 55歳 + 351日 1893年3月4日  | 59歳 + 351日 1897年3月4日   | 11年 + 112日  | 1908年6月24日  | 71歳 + 98日   |
| 25 | ウィリアム・マッキンリー       | 1843年1月29日  | 54歳 + 34日 1897年3月4日   | 58歳 + 228日 1901年9月14日  | 0日           | 1901年9月14日  | 58歳 + 228日  |
| 26 | セオドア・ルーズベルト         | 1858年10月27日 | 42歳 + 322日 1901年9月14日 | 50歳 + 128日 1909年3月4日   | 9年 + 308日   | 1919年1月6日   | 60歳 + 71日   |
| 27 | ウィリアム・タフト             | 1857年9月15日  | 51歳 + 170日 1909年3月4日  | 55歳 + 170日 1913年3月4日   | 17年 + 4日    | 1930年3月8日   | 72歳 + 174日  |
| 28 | ウッドロウ・ウィルソン         | 1856年12月28日 | 56歳 + 66日 1913年3月4日   | 64歳 + 66日 1921年3月4日    | 2年 + 336日   | 1924年2月3日   | 67歳 + 37日   |
| 29 | ウォレン・G・ハーディング      | 1865年11月2日  | 55歳 + 122日 1921年3月4日  | 57歳 + 273日 1923年8月2日   | 0日           | 1923年8月2日   | 57歳 + 273日  |
| 30 | カルビン・クーリッジ           | 1872年7月4日   | 51歳 + 29日 1923年8月2日   | 56歳 + 243日 1929年3月4日   | 3年 + 307日   | 1933年1月5日   | 60歳 + 185日  |
| 31 | ハーバート・フーヴァー         | 1874年8月10日  | 54歳 + 206日 1929年3月4日  | 58歳 + 206日 1933年3月4日   | 31年 + 230日  | 1964年10月20日 | 90歳 + 71日   |
| 32 | フランクリン・D・ルーズベルト  | 1882年1月30日  | 51歳 + 33日 1933年3月4日   | 63歳 + 72日 1945年4月12日   | 0日           | 1945年4月12日  | 63歳 + 72日   |
| 33 | ハリー・S・トルーマン          | 1884年5月8日   | 60歳 + 339日 1945年4月12日 | 68歳 + 257日 1953年1月20日  | 19年 + 341日  | 1972年12月26日 | 88歳 + 232日  |
| 34 | ドワイト・D・アイゼンハワー    | 1890年10月14日 | 62歳 + 98日 1953年1月20日  | 70歳 + 98日 1961年1月20日   | 8年 + 67日    | 1969年3月28日  | 78歳 + 165日  |
| 35 | ジョン・F・ケネディ            | 1917年5月29日  | 43歳 + 236日 1961年1月20日 | 46歳 + 177日 1963年11月22日 | 0日           | 1963年11月22日 | 46歳 + 177日  |
| 36 | リンドン・B・ジョンソン        | 1908年8月27日  | 55歳 + 87日 1963年11月22日 | 60歳 + 146日 1969年1月20日  | 4年 + 2日     | 1973年1月22日  | 64歳 + 148日  |
| 37 | リチャード・ニクソン           | 1913年1月9日   | 56歳 + 11日 1969年1月20日  | 61歳 + 212日 1974年8月9日   | 19年 + 256日  | 1994年4月22日  | 81歳 + 103日  |
| 38 | ジェラルド・フォード           | 1913年7月14日  | 61歳 + 26日 1974年8月9日   | 63歳 + 190日 1977年1月20日  | 29年 + 340日  | 2006年12月26日 | 93歳 + 165日  |
| 39 | ジミー・カーター               | 1924年10月1日  | 52歳 + 111日 1977年1月20日 | 56歳 + 111日 1981年1月20日  | 44年 + 109日  | 2024年12月29日 | 100歳 + 220日 |
| 40 | ロナルド・レーガン             | 1911年2月6日   | 69歳 + 349日 1981年1月20日 | 77歳 + 349日 1989年1月20日  | 15年 + 137日  | 2004年6月5日   | 93歳 + 120日  |
| 41 | ジョージ・H・W・ブッシュ       | 1924年6月12日  | 64歳 + 222日 1989年1月20日 | 68歳 + 222日 1993年1月20日  | 25年 + 314日  | 2018年11月30日 | 94歳 + 171日  |
| 42 | ビル・クリントン               | 1946年8月19日  | 46歳 + 154日 1993年1月20日 | 54歳 + 154日 2001年1月20日  | 24年 + 109日  | (存命)         | 78歳 + 263日  |
| 43 | ジョージ・W・ブッシュ          | 1946年7月6日   | 54歳 + 198日 2001年1月20日 | 62歳 + 198日 2009年1月20日  | 16年 + 109日  | (存命)         | 78歳 + 307日  |
| 44 | バラク・オバマ                 | 1961年8月4日   | 47歳 + 169日 2009年1月20日 | 55歳 + 169日 2017年1月20日  | 8年 + 109日   | (存命)         | 63歳 + 278日  |
| 45 | ドナルド・トランプ             | 1946年6月14日  | 70歳 + 220日 2017年1月20日 | 74歳 + 220日 2021年1月20日  | 4年 + 0日     | (存命)         | 78歳 + 329日  |
| 46 | ジョー・バイデン               | 1942年11月20日 | 78歳 + 61日 2021年1月20日  | 82歳 + 61日 2025年1月20日   | 109日         | (存命)         | 82歳 + 170日  |
| 47 | ドナルド・トランプ             | 1946年6月14日  | 78歳 + 220日 2025年1月20日 | (現職)                      | (現職)        | (存命)         | 78歳 + 329日  |
| #  | 大統領                         | 誕生日         | 就任時 年齢                | 退任時 年齢                 | 退任後の 期間 | 死亡日         | 年齢          |
| #  | 大統領                         | 誕生日         | 就任時 年齢                | 退任時 年齢                 | 退任後の 期間 | 寿命           |               |

## 存命者の中での最長寿
大統領経験者45人のうち、25人がその当時の存命者の中で最長寿となり、さらにウィリアム・ハワード・タフトは2度のその座に就いた。ハーバート・フーヴァーはカルビン・クーリッジの死から自身の没日までの31年間最長寿であったが、これは最長記録である。一方でリンドン・B・ジョンソンは1972年12月にハリー・S・トルーマンが亡くなってからその27日後に自身が死ぬまで最長寿であったが、これは最短記録である。当時49歳であったセオドア・ルーズベルトは最年少の存命最年長大統領となった。また2024年12月現在の存命中の元大統領としては100歳のジミー・カーターが最年長であったが、2024年12月29日に死去し、同日現在存命中の人物に限れば、現職のジョー・バイデンが82歳、元職では前職かつ次期大統領予定者であるドナルド・トランプが78歳と最高齢である。ただし、既述の通りトランプは次期大統領予定者であるので、彼を除けば日数上の僅差でジョージ・W・ブッシュが同年齢で最年長となる。
歴史上3度、存命で最長寿の大統領経験者は自身の死ではなく、年上の大統領が就任したことによってその座を失っている。セオドア・ルーズベルト（1858年生）は1909年にウィリアム・ハワード・タフト（1857年生）に抜かれ、タフトは1913年にウッドロウ・ウィルソン（1856年生）に抜かれる（タフトはウィルソンより長寿であったために後に再びこの座に就いた）。1981年にはリチャード・ニクソン（1913年生）がロナルド・レーガン（1911年生）に抜かれている。
11人の大統領が在任中に記録保持者であった。ジョージ・ワシントン、ウィリアム・ハワード・タフト、ウッドロウ・ウィルソン、ロナルド・レーガンは当時の存命の前任者たちよりも年上であった（ワシントンは前任者がいなかった）ために就任の時点で最長寿であった。ジョン・アダムズ、ユリシーズ・グラント、セオドア・ルーズベルト、ハーバート・フーヴァー、リチャード・ニクソンの場合は存命の大統領経験者が彼ら自身しかいない時期があったことにより最長寿となった。アンドリュー・ジャクソンとベンジャミン・ハリソンはその当時存命だった他の経験者がそれぞれ前任のジョン・クインシー・アダムズとグロバー・クリーブランドのみであった。一方でジミー・カーターは大統領就任から存命中最長寿の座に就くまでの期間はジョージ・H・W・ブッシュの死までの37年と314日と最も長い。
| 大統領                         | 期間                            | 記録開始時年齢 | 記録終了時年齢 | 記録保持期間 |
| ------------------------------ | ------------------------------- | -------------- | -------------- | ------------ |
| ジョージ・ワシントン           | 1789年4月30日* – 1799年12月14日 | 57歳 + 67日    | 67歳 + 295日   | 10年 + 228日 |
| ジョン・アダムズ               | 1799年12月14日 – 1826年7月4日   | 64歳 + 45日    | 90歳 + 247日   | 26年 + 202日 |
| ジェームズ・マディソン         | 1826年7月4日 – 1836年6月28日    | 75歳 + 110日   | 85歳 + 104日   | 9年 + 360日  |
| アンドリュー・ジャクソン       | 1836年6月28日 – 1845年6月8日    | 69歳 + 105日   | 78歳 + 85日    | 8年 + 345日  |
| ジョン・クィンシー・アダムズ   | 1845年6月8日 – 1848年2月23日    | 77歳 + 332日   | 80歳 + 227日   | 2年 + 260日  |
| マーティン・ヴァン・ビューレン | 1848年2月23日 – 1862年7月24日   | 65歳 + 80日    | 79歳 + 231日   | 14年 + 151日 |
| ジェームズ・ブキャナン         | 1862年7月24日 – 1868年6月1日    | 71歳 + 92日    | 77歳 + 39日    | 5年 + 313日  |
| ミラード・フィルモア           | 1868年6月1日 – 1874年3月8日     | 68歳 + 146日   | 74歳 + 60日    | 5年 + 280日  |
| アンドリュー・ジョンソン       | 1874年3月8日 – 1875年7月31日    | 65歳 + 69日    | 66歳 + 214日   | 1年 + 145日  |
| ユリシーズ・S・グラント        | 1875年7月31日 – 1885年7月23日   | 53歳 + 95日    | 63歳 + 87日    | 9年 + 357日  |
| ラザフォード・B・ヘイズ        | 1885年7月23日 – 1893年1月17日   | 62歳 + 292日   | 70歳 + 105日   | 7年 + 178日  |
| ベンジャミン・ハリソン         | 1893年1月17日 – 1901年3月13日   | 59歳 + 150日   | 67歳 + 205日   | 8年 + 55日   |
| グロバー・クリーブランド       | 1901年3月13日 – 1908年6月24日   | 63歳 + 360日   | 71歳 + 98日    | 7年 + 103日  |
| セオドア・ルーズベルト         | 1908年6月24日 – 1909年3月4日*   | 49歳 + 241日   | 50歳 + 128日   | 253日        |
| ウィリアム・ハワード・タフト   | 1909年3月4日* – 1913年3月4日*   | 51歳 + 170日   | 55歳 + 170日   | 4年 + 0日    |
| ウッドロウ・ウィルソン         | 1913年3月4日* – 1924年2月3日    | 56歳 + 66日    | 67歳 + 37日    | 10年 + 336日 |
| ウィリアム・ハワード・タフト   | 1924年2月3日 – 1930年3月8日     | 66歳 + 141日   | 72歳 + 174日   | 6年 + 33日   |
| カルビン・クーリッジ           | 1930年3月8日 – 1933年1月5日     | 57歳 + 247日   | 60歳 + 185日   | 2年 + 303日  |
| ハーバート・フーヴァー         | 1933年1月5日 – 1964年10月20日   | 58歳 + 148日   | 90歳 + 71日    | 31年 + 289日 |
| ハリー・S・トルーマン          | 1964年10月20日 – 1972年12月26日 | 80歳 + 165日   | 88歳 + 232日   | 8年 + 67日   |
| リンドン・ジョンソン           | 1972年12月26日 – 1973年1月22日  | 64歳 + 121日   | 64歳 + 148日   | 27日         |
| リチャード・ニクソン           | 1973年1月22日 – 1981年1月20日*  | 60歳 + 13日    | 68歳 + 11日    | 7年 + 364日  |
| ロナルド・レーガン             | 1981年1月20日* – 2004年6月5日   | 69歳 + 349日   | 93歳 + 120日   | 23年 + 137日 |
| ジェラルド・フォード           | 2004年6月5日 – 2006年12月26日   | 90歳 + 327日   | 93歳 + 165日   | 2年 + 204日  |
| ジョージ・H・W・ブッシュ       | 2006年12月26日 – 2018年11月30日 | 82歳 + 197日   | 94歳 + 171日   | 11年 + 339日 |
| ジミー・カーター               | 2018年11月30日 – 2024年12月29日 | 94歳 + 60日    | 100歳 + 89日   | 6年 + 29日   |
| ジョー・バイデン               | 2024年12月29日 –                | 82歳 + 39日    | （記録更新中） | 131日        |

### 備考
*緑文字は就任または退任時点で存命中最長寿であったことを示す。